# Partido de Carlos Casares
Partido de Carlos Casares är en kommun i Argentina.   Den ligger i provinsen Buenos Aires, i den centrala delen av landet, 290 km väster om huvudstaden Buenos Aires. Antalet invånare är 21 125.
Trakten runt Partido de Carlos Casares består till största delen av jordbruksmark. Runt Partido de Carlos Casares är det glesbefolkat, med 8 invånare per kvadratkilometer.